# Clusia lineata
Clusia lineata là một loài thực vật có hoa trong họ Bứa. Loài này được (Benth.) Planch. & Triana mô tả khoa học đầu tiên năm 1860.